# Провулок Бориса Михайлова
Провулок Бориса Михайлова — провулок у Мелітополі, розташований в історичному районі Кизияр. Починається від вулиці Ломоносова, перетинається з вулицею Бориса Михайлова і закінчується глухим кутом. Повністю складається із приватного сектора. Покриття ґрунтове.

## Назва
Провулок названий на честь Бориса Михайлова (1936—2008) — мелітопольського історика, археолога, першого директора заповідника «Кам'яна Могила».

## Історія

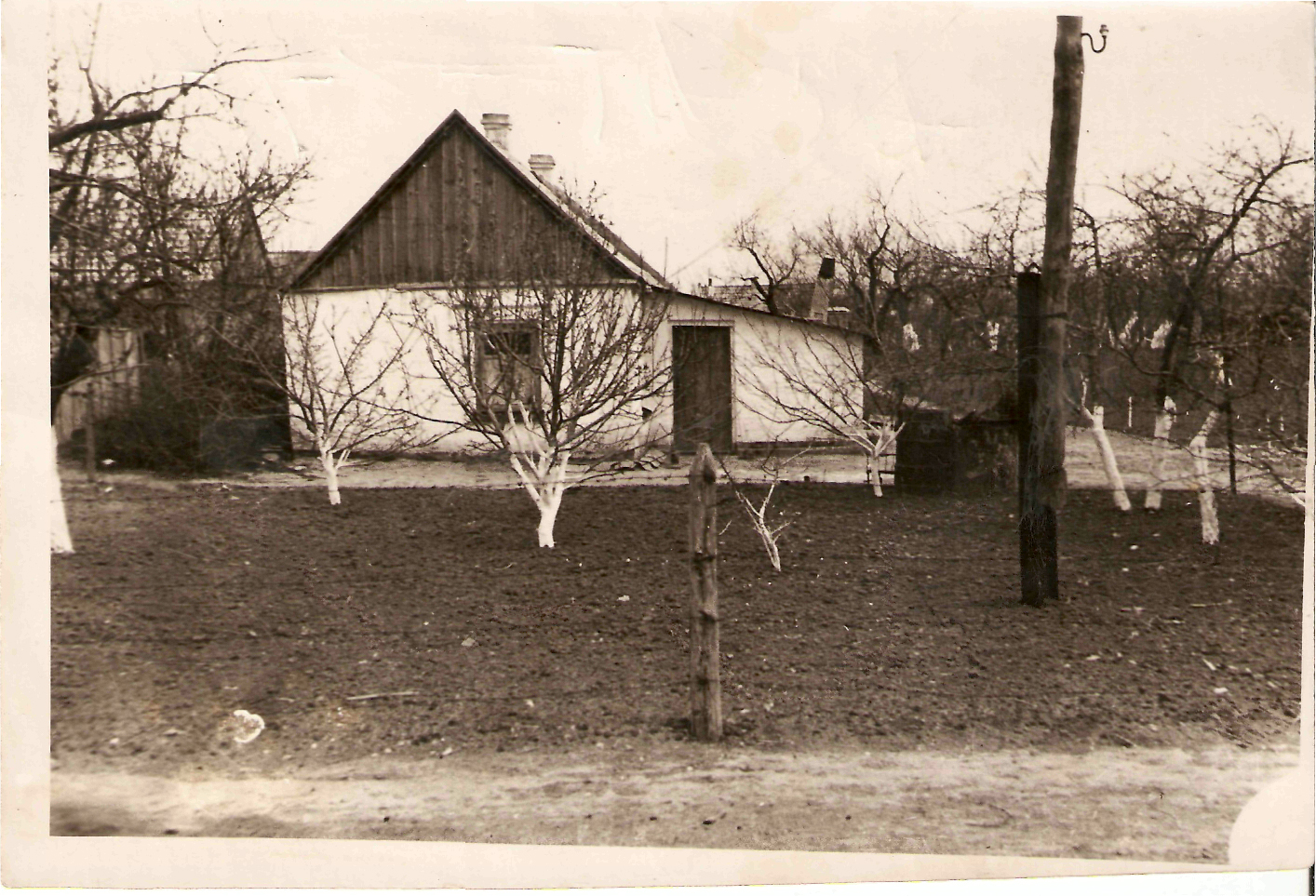
Провулок Комінтерну у 1950-х роках. Житловий будинок.

Точну дату появи провулка встановити складно. Під назвою провулок Комінтерну він вперше згадується 20 грудня 1946 року у протоколі засідання міськвиконкому.
Трьома роками раніше, на німецькій військовій карті 1943, він позначений ще не був, проте на німецькій аерофотозйомці 1944 виразно видно принаймні п'ять облаштованих дворів провулка.
Ще раніше, 26 жовтня 1939 року, в постанові президії мелітопольської міськради згадується якийсь «провулок Великої Просяної вулиці» (колишня назва вулиці Бориса Михайлова) в районі Кізіяр, проте його відношення до нинішнього провулку Бориса Михайлова не встановлено.
1996 року по провулку було проведено газ.
2008 року старі дерев'яні опори лінії електропередачі були замінені на залізобетонні.
2016 року провулок перейменували на честь Бориса Михайлова згідно із законом України про декомунізацію.

## Транспорт
Низькоякісне ґрунтове покриття та невелика ширина роблять провулок малопридатним для руху на автомобілі.
Провулок виходить до траси автомагістралі М-18 «Харків — Сімферополь — Алушта — Ялта», на якій рух досить інтенсивний.
Найближча зупинка, до якої регулярно ходять міські маршрутки, — «Сільпо» (або «гімназія»), — знаходиться на вулиці Гризодубової на відстані 300 м від провулка. Трохи ближче на вулиці Ломоносова знаходиться зупинка міжміських автобусів.
Також неподалік провулку знаходиться залізничний вокзал, до якого приблизно 800 м по прямій і приблизно 1200 м на автомобілі.

## Галерея
|                                                 |                           |                          |  |
| табличка з колишньою назвою на початку провулку | провулок у туманний ранок | провулок у зимовий вечір |  |